# José C. Paz (município)
José C. Paz (partido) é um partido (município) da província de Buenos Aires, na Argentina. Possuía, de acordo com estimativa de 2019, 303.896 habitantes.